# Bob Minkler
Robert Alan "Bob" Minkler est un ingénieur du son américain né le 31 août 1937 à Glendale (Californie) et mort le 11 octobre 2015 à Waldport en Oregon.

## Biographie
Bob Minkler commence comme musicien et choriste, y compris lors de tournées avec Nat King Cole. Puis il entre dans l'industrie cinématographique aux côtés de ses frères Donald et Lee,.

## Filmographie (sélection)
- 1970 : Cinq pièces faciles (Five Easy Pieces) de Bob Rafelson
- 1971 : Johnny s'en va-t-en guerre (Johnny Got His Gun) de Dalton Trumbo
- 1977 : Star Wars, épisode IV : Un nouvel espoir (Star Wars Episode IV: A New Hope) de George Lucas
- 1978 : Le Seigneur des anneaux (J.R.R. Tolkien's The Lord of the Rings) de Ralph Bakshi
- 1979 : L'Étalon noir (The Black Stallion) de Carroll Ballard
- 1979 : Elle (10) de Blake Edwards
- 1979 : Rocky 2 : La Revanche (Rocky II) de Sylvester Stallone
- 1979 : Hair de Miloš Forman
- 1980 : Urban Cowboy de James Bridges
- 1982 : Tron de Steven Lisberger
- 1983 : Les Dents de la mer 3 (Jaws 3-D) de Joe Alves
- 1985 : Le Retour des morts-vivants (The Return of the Living Dead) de Dan O'Bannon
- 1985 : Vendredi 13, chapitre V : Une nouvelle terreur (Friday the 13th Part V: A New Beginning) de Danny Steinmann
- 1985 : Mask de Peter Bogdanovich
- 1986 : Salvador d'Oliver Stone
- 1987 : Miracle sur la 8e rue (Batteries Not Included) de Matthew Robbins

## Distinctions

### Récompenses
- Oscars 1978 : Oscar du meilleur mixage de son pour Star Wars, épisode IV
- BAFTA 1979 : BAFA du meilleur son pour Star Wars, épisode IV

### Nominations
- Oscars 1983 : Oscar du meilleur mixage de son pour Tron